# Contea di Forcalquier
La contea di Forcalquier, o Forcalchieri, era una grande contea medievale della Provenza, nel Regno di Arles, allora parte del Sacro Romano Impero. Era un antico feudo situato a nord e ovest della contea di Provenza, che si estendeva dalla riva destra del fiume Durance, che la divideva dalla contea di Provenza, sino ai feudi del marchesato di Provenza.

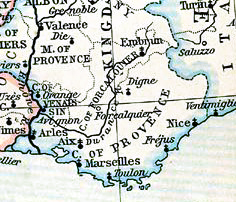
Divisione della Provenza tra contea e marchesato di Provenza e contea di Forcalquier, nel 1184

La contea di Provenza e la contea di Forcalquier nel Sacro Romano Impero Germanico, il marchesato, nel regno di Francia, verso la fine del XII secolo

## Storia della contea di Forcalquier
La contea di Forcalquier deve il suo nome alla fortezza di Forcalquier da dove essa iniziò a espandersi.
La prima menzione che viene fatta di un castello a Forcalquier risale al 1044, quando il conte aggiunto di Provenza, Folco Bertrando, nel documento 659 del Cartoulaire de l'abbaye de Saint-Victor de Marseille tome II, si proclama proprietario del castello di Forqualquier). Quando Folco morì nel 1051, le sue terre vennero divise tra i suoi figli Guglielmo Bertrando e Goffredo II, il quale ereditò Forcalquier. Già nel 1060-70 risulta erede di Forcalquier la figlia di Guglielmo, Adelaide (la prima ad essere insignita con il titolo di "contessa di Forcalquier"), la quale aveva sposato Ermengol IV di Urgell. Adelaide morì nel 1129, al tempo in cui la Provenza era duramente contesa da molte persone, le quali ne ereditano alcuni titoli. I conti di Tolosa rivendicano il titolo (marchio) in quanto discendenti di Emma di Provenza, mentre i conti di Barcellona il diritto alla Provenza per Dolce, moglie di Raimondo Berengario III di Barcellona. Nel 1125 era stata effettuata la divisione formale in due parti della Provenza, una marca e una contea, mentre al figlio di Adelaide da Ermengol, Guglielmo III (la numerazione dei conti di Forcalquier comprende i primi conti di Provenza) viene concessa la contea che si trova nord (sulla riva destra) della Durance, con Forcalquier e Gap, mentre Embrun che inizialmente faceva parte di questa Contea, passò agi eredi di Toda (ed un suo nupote, Roberto Conte d'Embrun, scese in Sicilia nel 1060 circa e fu capostipite del Casato dei Paternò), che era figlia del I Conte di Gap, Forcalquier ed Embrun
Nel 1131 una nuova rivendicazione, questa volta da parte della casata di Baux, provocò una serie di guerre, le cosiddette guerre baussene, combattute per i diritti della contea di Provenza.
I discendenti di Guglielmo III, un ramo cadetto dei conti di Urgell, continuò a governare la contea di Forcalquier fino alla fine del secolo, quando Guglielmo IV di Forcalquier col il Trattato di Aix, del 1193, dispose che, il governo della contea passasse alla sua ultima nipote, Garsenda di Sabran, e a suo marito Alfonso d'Aragona (figlio di Alfonso il Casto ed erede della contea di Provenza), riservandosene solo l'usufrutto; i villaggi di Cucuron, Ansouis e La Motte furono concessi al figlio, che suo genero, Rainieri I di Sabran, aveva avuto da un precedente matrimonio.
Successivamente, Guglielmo riprenderà il Gapençais e l'Embrunnais per donarlo a un'altra sua nipote, Beatrice di Sabran, scatenando una guerra tra i Forcalquier e gli aragonesi. Alla morte di Guglielmo IV, nel 1209, il conte di Provenza occupò Sisteron, non riuscendo però mai a prendere Forcalquier con l'assedio, mentre la parte sud della contea (Gapençais e Embrunnais), venne ad essere occupata in modo permanente dal conte di Provenza, Alfonso II; e suo figlio, Raimondo Berengario IV di Provenza, riunificò definitivamente la contea di Forcalquier con la contea di Provenza, quando la madre, Garsenda rinunciò al titolo. nel 1220.

## Conti di Forcalquier
- 1063/1067–1129 Adelaide
- 1129 Guglielmo III
- 1129–1149 Ghigo, governante insieme a...
- 1129–1144 Bertrando I
- 1144–1207 Bertrando II, governante insieme a...
- 1144–1209 Guglielmo IV
- 1209–1217/1220 Garsenda
- Unita alla Provenza nella persona di Raimondo Berengario IV.